# Хохол (прозвище)
Хохо́л (жен. хохлу́шка, мн. ч. хохлы́) — этнофолизм, устаревшее, разговорное, шутливо-фамильярное и бранное прозвище украинцев.
Значение «украинец, малоросс» для термина «хохол» записано в «Толковом словаре» Даля. По определению словаря Ушакова (1935—1940) — «в устах шовинистов-великоросов — украинец», с указанием, что слово является дореволюционным, разговорным, шутливым, бранным. По определению Толкового словаря русского языка Ожегова, «Хохлы (устар. и разг.) — то же, что украинцы». «Словарь современного русского литературного языка», изданный в 1965 году, утверждает, что хохол — «название украинца, первоначально уничижительное, затем шутливое, фамильярное».
От прозвища «хохол» происходят фамилия Хохлов, топоним Хохловка и другие.

## История
Термин «хохлач» впервые встречается для обозначения православных жителей Речи Посполитой в 1630-х годах в сообщениях властей пограничных московских городов. В 1644 году встречается его более конкретное употребление по отношению к запорожским казакам.
В XIX веке в Сибири хохлами могли называть не только украинцев, но и белорусов, и русских переселенцев из южных районов европейской части России.
В конце XIX века отмечен факт, когда у раскольников-великороссов «хохлами» признавались белорусы, относившиеся к коренному православному населению Могилёвской епархии. При этом переход в православие у таких раскольников считался переходом в «хохляцкую веру».
Некоторые же группы украинских переселенцев нередко использовали слово «хохол» в качестве этнонима — самоназвания, указывающего на отличие от великороссов. В частности, этнографами зафиксировано несколько легенд на Слобожанщине, в Харьковской губернии, Купянском районе, о сотворении «хохлов» и «москалей» апостолами Петром и Павлом.

## В литературе
Николай Гоголь писал: «…Сам не знаю, какая у меня душа, хохлацкая или русская. Знаю только то, что никак бы не дал преимущества ни малороссиянину перед русским, ни русскому пред малороссиянином. Обе природы слишком щедро одарены Богом, и как нарочно каждая из них порознь заключает в себе то, чего нет в другой — явный знак, что они должны пополнить одна другую. Для этого самые истории их прошедшего быта даны им непохожие одна на другую, дабы порознь воспитались различные силы их характеров, чтобы потом, слившись воедино, составить собою нечто совершеннейшее в человечестве.» — Письмо А. О. Смирновой 24 декабря 1844 года, Франкфурт.
Слово «хохол» встречается и в творчестве знаменитого русского писателя Льва Толстого: «— А, Бондаренко, друг сердечный, — проговорил он бросившемуся стремглав к его лошади гусару. — Выводи, дружок, — сказал он с тою братскою веселою нежностью, с которою обращаются со всеми хорошие молодые люди, когда они счастливы.
— Слушаю, ваше сиятельство, — отвечал хохол, встряхивая весело головой». – «Война и мир».
В произведении другого классика русской литературы Ивана Бунина, в слове «хохол» тоже не содержится ни уничижительного, ни тем более инвективного (то есть бранного), а только как название национальности, в одном ряду с другими: «На площади, у городского колодца, богиней стояла рослая хохлушка в подкованных башмаках на босу ногу; у неё были карие глаза и та ясность широкого чела, которая присуща хохлушкам и полькам». — «Жизнь Арсеньева».

## В фольклоре
- «Хохол — чёртова голова» (легенда)[14]
- «Солдат и хохлушка» (сказка)[15]
- «Солдат и хохол» (сказка)[16]

## Происхождение слова
Произошло, видимо, от запорожских казаков, в старину выбривавших голову и оставлявших собранные в торчащий чуб (хохол, оселедец) прядь волос.
В Киевской Руси такой чуб мог означать принадлежность к знатному роду. В частности, сохранилось византийское описание внешности князя Святослава Игоревича, указывающее, что он носил оселедец: «Голова у него была совершенно голая, но с одной стороны её свисал клок волос — признак знатности рода».